# Kim En Joong
Kim En Joong (김인중?, Kim En JoongLR; Contea di Buyeo, 10 settembre 1940) è un religioso e pittore coreano, attualmente residente a Parigi.

## Biografia
Nato nel 1940 in una famiglia taoista, ha sette fratelli. A sei anni, la famiglia si trasferisce a Taejon, e lì scopre il colore nelle stampe abbandonate dai giapponesi appena partiti dalla Corea. Dal 1947 al 1959 studia in questa città fino al liceo e iniziò a praticare la calligrafia. A diciassette anni, frequenta lezioni gratuite di disegno al liceo e nel 1959 è ammesso alla Seoul School of Fine Arts.
I suoi studi superiori furono interrotti dal servizio militare, nel quale, nel 1963 diventa tenente di fanteria. Di ritorno dal fronte, riprende a dipingere soggetti come uccelli e fiori. Un critico americano nota scrivendo del suo lavoro “Kim ha integrato il mondo di Miró e il materiale di Dubuffet.» Congedato nel 1965, diventa assistente nei corsi di disegno presso il seminario minore cattolico di Seul dove conosce il cattolicesimo e viene battezzato nel 1967. Arriva in Europa nel 1969. Studia prima filosofia in Svizzera, entra nell'Ordine domenicano come novizio presso il convento domenicano di Friburgo.
È ordinato sacerdote nel 1974 e nel 1975 è assegnato al Convento dell'Annunciazione a Parigi, dove vive e lavora.

## Stile
Nelle sue opere pittoriche ciò che colpisce è l'impressione di “liquidità” o “fluidità” dei pigmenti utilizzati. Grazie a colori delicati, puri e limpidi, Kim En Joong ricrea uno spettacolo magico giocando sia sulla vivacità dei toni che sui sottili contrasti. La ricerca mistica di questo artista si riflette principalmente nel suo desiderio di penetrare l'essenza delle cose e di rendere visibile ciò che a priori non lo è. Come pittore della luce, egli riesce spesso a realizzare tale proposito.;

## Onorificenze

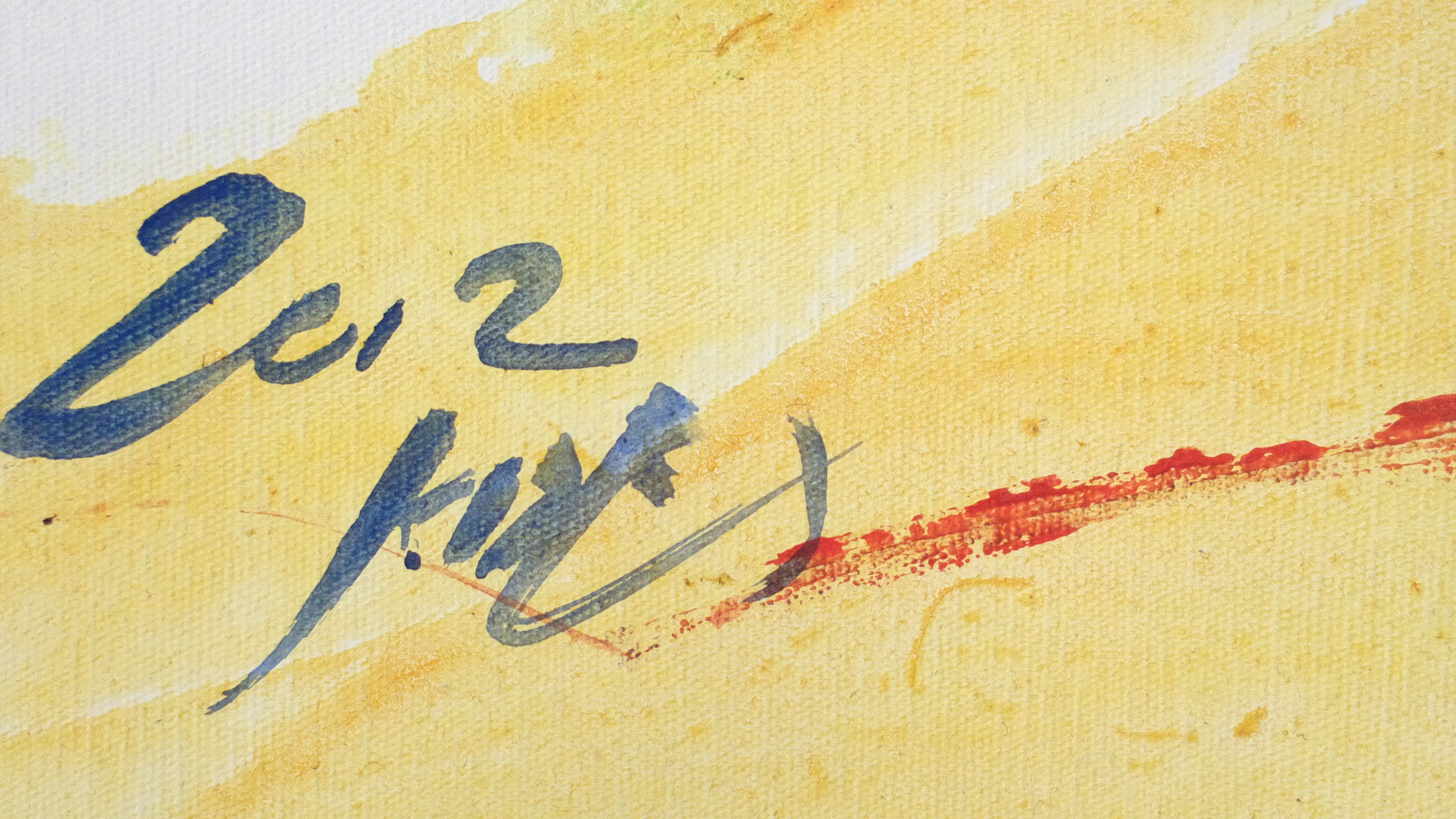
Firma di Kim En Joong

## Bibliografia

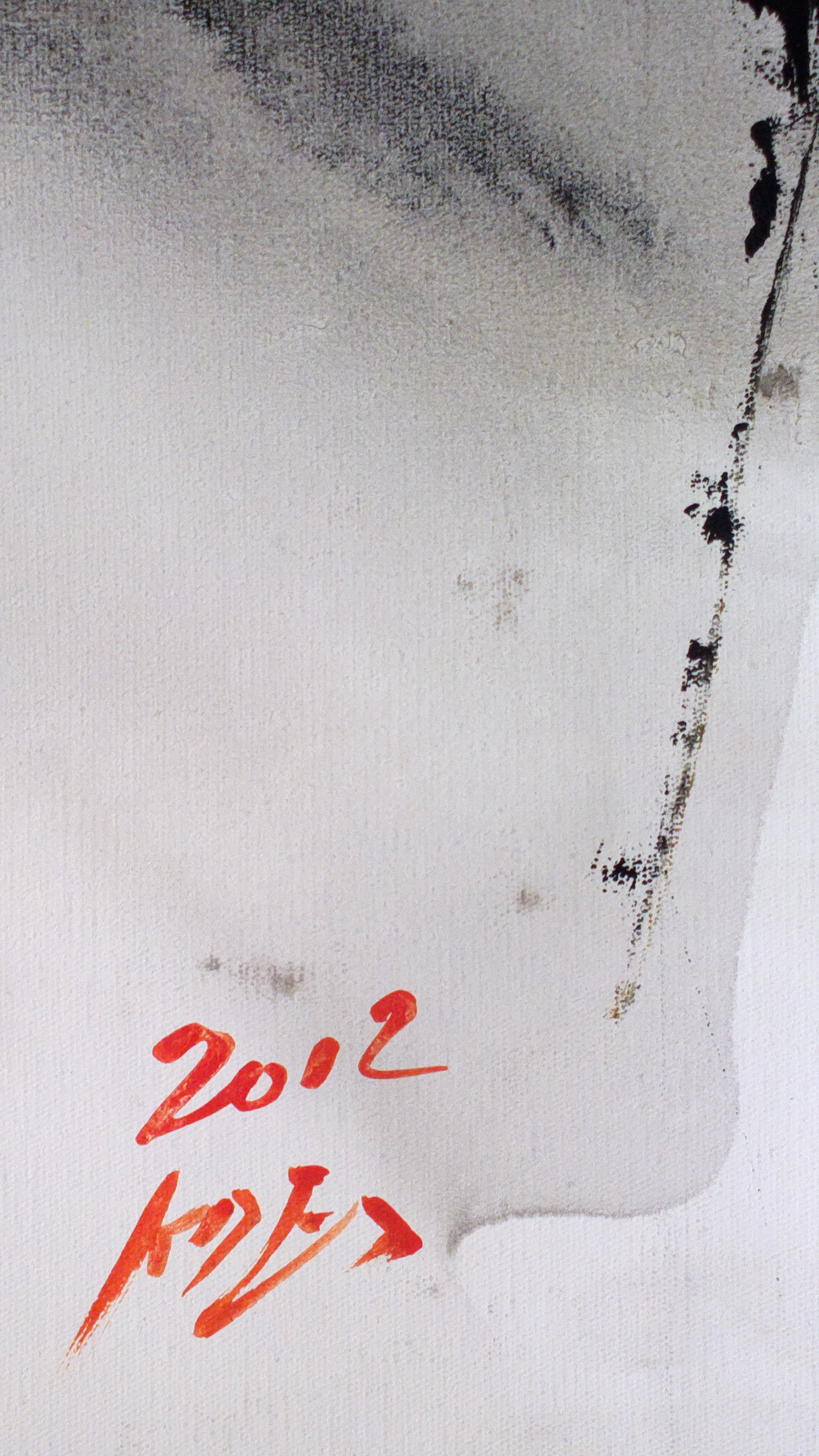
Firma di Kim En Joong